# Abagrotis forbesi
Abagrotis forbesi är en fjärilsart som beskrevs av Benjamin 1922. Abagrotis forbesi ingår i släktet Abagrotis och familjen nattflyn. Inga underarter finns listade i Catalogue of Life.